# Demicryptochironomus chuzequartus
Demicryptochironomus chuzequartus är en tvåvingeart som beskrevs av Sasa 1984. Demicryptochironomus chuzequartus ingår i släktet Demicryptochironomus och familjen fjädermyggor. Inga underarter finns listade i Catalogue of Life.